# Episodi di King of the Hill (nona stagione)
La nona stagione della serie animata King of the Hill, composta da 15 episodi,  è stata trasmessa negli Stati Uniti su Fox dal 7 novembre 2004 al 15 maggio 2005. 
In Italia la stagione è stata trasmessa su Fox Animation dal 9 marzo al 27 aprile 2017.
| nº USA | nº Ita | Codice di produzione | Titolo originale                          | Titolo italiano                | Prima TV USA     | Prima TV Italia |
| ------ | ------ | -------------------- | ----------------------------------------- | ------------------------------ | ---------------- | --------------- |
| 1      | 1      | 8ABE22               | A Rover Runs Through It                   | Ritorno al Ranch               | 7 novembre 2004  | 9 marzo 2017    |
| 2      | 5      | 9ABE05               | Ms. Wakefield                             | La signora Wakefield           | 19 dicembre 2004 | 23 marzo 2017   |
| 3      | 2      | 8ABE18               | Death Buys a Timeshare                    | La morte va in vacanza         | 16 gennaio 2005  | 9 marzo 2017    |
| 4      | 3      | 8ABE19               | Yard, She Blows!                          | Winklebottom                   | 23 gennaio 2005  | 16 marzo 2017   |
| 5      | 4      | 9ABE02               | Dale to the Chief                         | Catena di comando              | 30 gennaio 2005  | 16 marzo 2017   |
| 6      | 6      | 9ABE06               | The Petriot Act                           | Gattastrofe                    | 13 febbraio 2005 | 23 marzo 2017   |
| 7      | 7      | 9ABE12               | Enrique-cilable Differences               | Incubo ispanico                | 20 febbraio 2005 | 30 marzo 2017   |
| 8      | 8      | 9ABE03               | Mutual of Omabwah                         | Senza copertura                | 6 marzo 2005     | 30 marzo 2017   |
| 9      | 9      | 9ABE01               | Care-Takin' Care of Business              | Prendersi cura degli affari    | 13 marzo 2005    | 6 aprile 2017   |
| 10     | 10     | 9ABE07               | Arlen City Bomber                         | La bomba di Arlen City         | 27 marzo 2005    | 6 aprile 2017   |
| 11     | 11     | 9ABE09               | Redcorn Gambles with His Future           | Redcorn si gioca il suo futuro | 10 aprile 2005   | 13 aprile 2017  |
| 12     | 12     | 9ABE10               | Smoking and the Bandit                    | Il fumo e il fuorilegge        | 17 aprile 2005   | 13 aprile 2017  |
| 13     | 13     | 9ABE08               | Gone with the Windstorm                   | Via con la tempesta            | 1º maggio 2005   | 20 aprile 2017  |
| 14     | 14     | 9ABE13               | Bobby on Track                            | Bobby in pista                 | 8 maggio 2005    | 20 aprile 2017  |
| 15     | 15     | 9ABE19               | It Ain't Over 'Til the Fat Neighbor Sings | Corista per un giorno          | 15 maggio 2005   | 27 aprile 2017  |